# Радикальна партія Олега Ляшка
Радика́льна Партія Оле́га Ляшка́ (попередня назва — Украї́нська Радика́льно-Демократи́чна Па́ртія) — українська політична партія, заснована у 2010 році, яку очолює Олег Ляшко.
На парламентських виборах в 2012 році партія здобула 1 мандат, на виборах 2014 року — 22 мандати, на виборах 2019 року — жодного.

## Історія

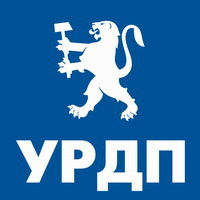
Логотип УРДП

### Українська Радикально-Демократична Партія
Українська Радикально-Демократична Партія була утворена на Установчому з'їзді в місті Миколаєві 18 серпня 2010 року. Зареєстрована Міністерством юстиції Україні 28 вересня 2010 року і стала 184-ю партійною організацією, зареєстрованою в Україні.
На момент створення партії її очолював Владислав Теліпко.
Станом на 1 червня 2011 року була представлена в 24 з 27 регіонів України.

### Радикальна партія Олега Ляшка
8 серпня 2011 року новим лідером партії обраний позафракційний народний депутат України Ляшко Олег Валерійович, при цьому партію перейменовано в «Радикальну Партію Олега Ляшка»
| Метою своєї діяльності партія визначила сприяння формуванню і вираженню політичної волі громадян, участь у виробленні й реалізації державної політики, сприяння побудові в Україні демократичної правової держави з ефективною, соціально-орієнтованою ринковою економікою, утвердження принципів відкритого громадянського суспільства на засадах свободи і парламентської демократії. |
Першим заступником лідера Радикальної Партії був обраний Юрій Сухін. Іншим першим заступником делегати обрали Владислава Теліпка. Заступниками лідера були обрані: Андрій Лозовой, Світлана Хіхлуха та Олександр Гальона.

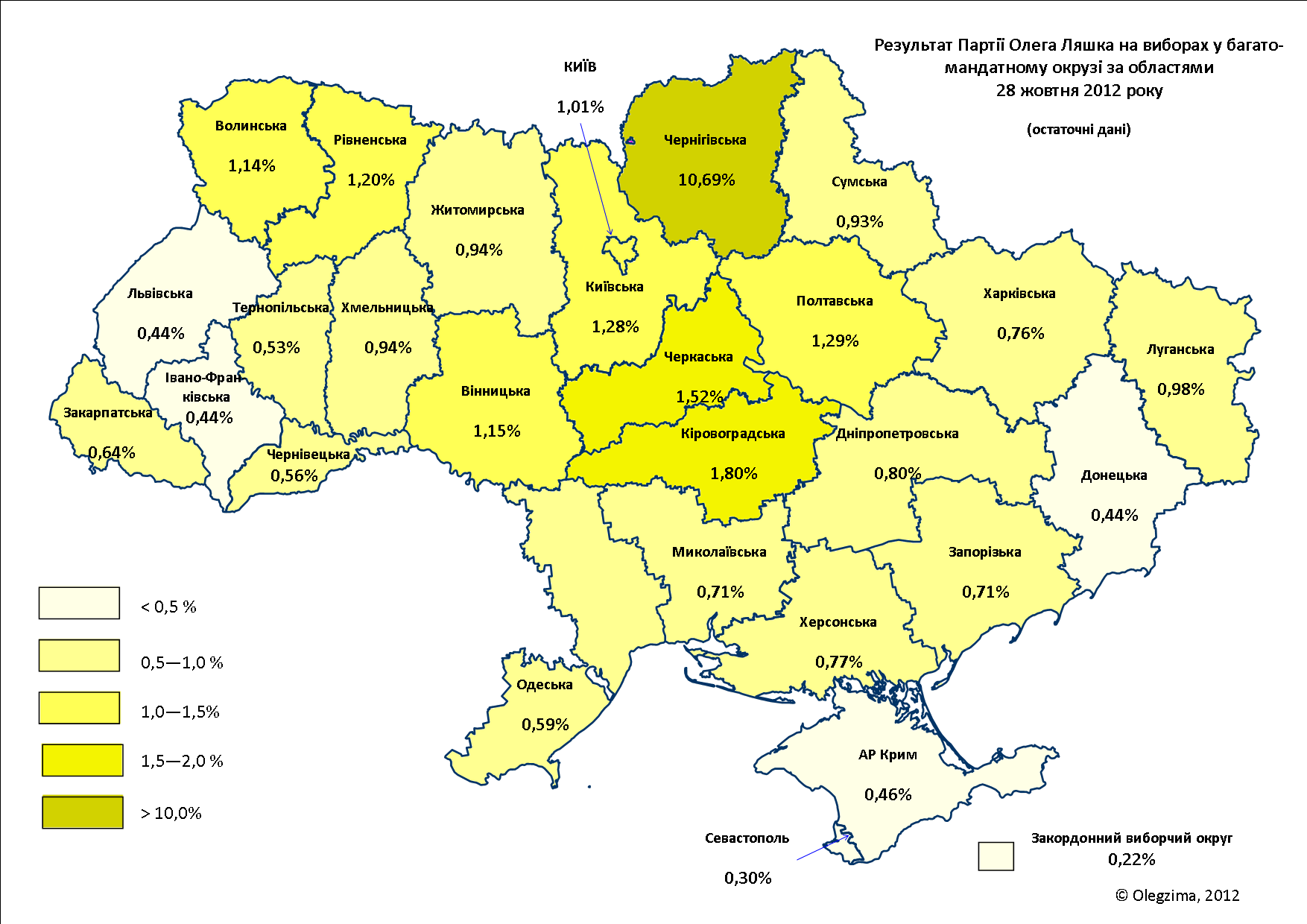
Результати парламентських виборів 2012 р.

## Ідеологія
Спостерігачі визначили партію як ліву, праву або ультраправу. Радикальна партія зосереджена на персоні Ляшка, який відомий своїм популізмом та дуже войовничою поведінкою. Партія поєднує націоналістичні настрої із рядом традиційних лівих позицій з економіки, таких як зниження податків на зарплату, заборона продажу сільськогосподарських земель та усунення незаконного ринку землі, десятикратне збільшення бюджетних витрат на охорону здоров'я та створення первинних медичних центрів у кожному селі. Антон Шеховцов з Університетського коледжу Лондона відносить партію Ляшка до лівого популістського та націоналістичного ухилу. Аналогічної точки зору дотримується політолог Маттіа Зуліанелло.
Партія обіцяє «очистити» країну від олігархів «вилами», збільшити податки на продукцію, виготовлену олігархами, та ввести кризовий податок на багатіїв.
Радикальна Партія хоче переозброїти Україну ядерною зброєю і виступала за припинення війни на Донбасі шляхом застосування сили.
Ляшко наголосив, що в травні 2011 року він нічого не мав проти сексуальних меншин. У вересні 2015 року заявив, що бути ЛГБТ це «вибір кожної людини», який він не може засуджувати.

## Вибори

### Місцеві вибори у Києві 2014 року
Партія отримала 7 депутатських мандатів у Київській міській раді на місцевих виборах 2014 року. Від партії були обрані:
- Лозовой Андрій Сергійович
- Сухін Юрій Михайлович
- Костенко Людмила Василівна
- Мосійчук Ігор Володимирович
- Лапшов Олександр Васильович
- Вовченко Олександр Леонідович
- Кириченко Олексій Миколайович

### Президентські вибори 2014 року

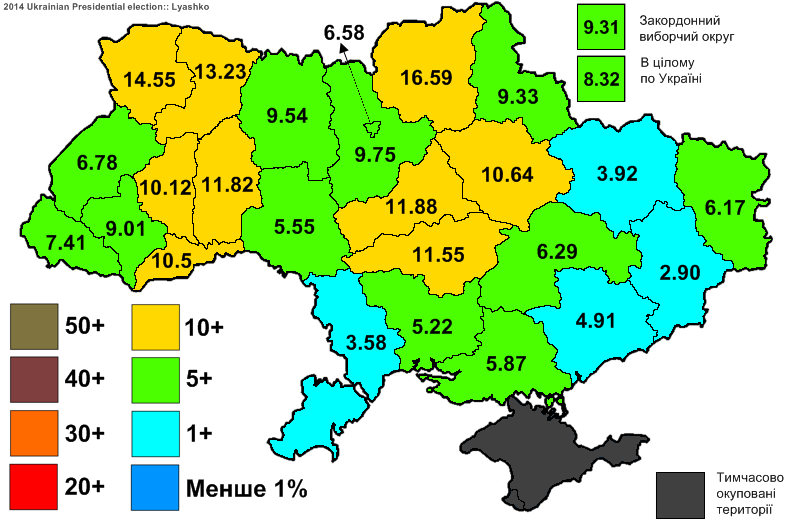
Результати лідера партії Олега Ляшка на Виборах Президента України 2014 року

На позачергових виборах Президента України 25 травня 2014 року Ляшко, як єдиний кандидат Радикальної Партії, одержав 8,32 % голосів, посівши третє місце в країні.

### Парламентські вибори 2014 року

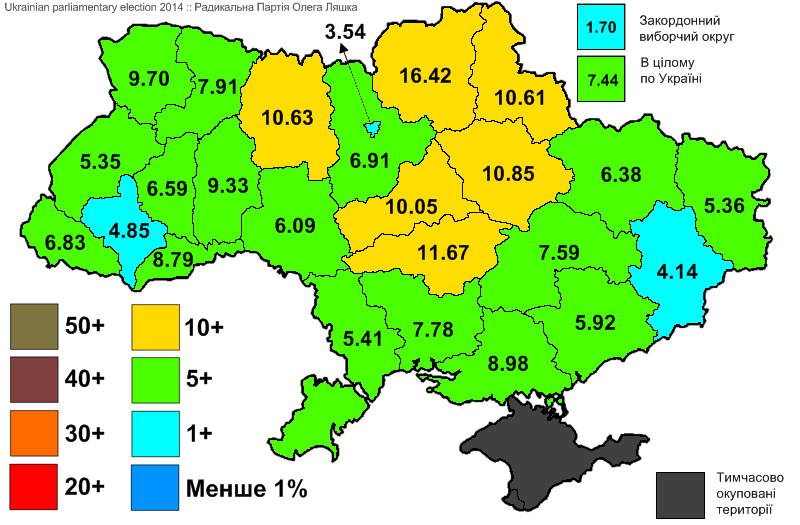
Результати парламентських виборів 2014 р.

Радикальна Партія Олега Ляшка є одним з фаворитів виборчої кампанії на парламентських виборах 2014 року.
За даними інформаційного агентства «ЛІГАБізнесІнформ», стратегією виборчої кампанії Радикальної Партії на парламентських виборах займається російський політтехнолог Ігор Шувалов, близький до Сергія Льовочкіна, а безпосередніх керівників штабу партії очолює Владислав  Каськів

### Місцеві вибори 2015 року
Напередодні місцевих виборів в Україні 2015 року Олег Ляшко оголосив «Тарифний майдан» — політичну акцію, спрямовану на зниження комунальних тарифів. Тарифний майдан розпочався мітингом перед Кабінетом міністрів України у Києві 19 жовтня 2015 року. До акції приєднались Батьківщина Юлії Тимошенко та Партія простих людей Сергія Капліна. Основною вимогою протестувальників крім зниження комунальних тарифів оголошувалась відставка прем'єр-міністра Арсенія Яценюка. Акція завершилась 17 листопада 2015 року — наступної ночі після завершення місцевих виборів. Радикальна партія пояснила цей крок ескалацією ситуації на фронті, загрозами терористичних актів і переходом до іншої форми протесту. За твердженням Сергія Капліна, акцію припинено в результаті перемовини між «радикалами» і Яценюком та Ахметовим. Він оцінив ціну «зливу тарифного майдану» у 2 мільйони доларів.

### Виборчі списки Радикальної Партії Олега Ляшка
Партійний список Радикальної Партії Олега Ляшка був зареєстрований ЦВК 26 вересня 2014 року, в нього було внесено 223 імен.
Також Радикальна Партія Олега Ляшка бере участь в виборах по мажоритарних округах.
Згідно з оцінками аналітиків, прохідна частина партійного списку складає 40-45 чоловік. Серед прохідної частини списку — партійні активісти, учасники АТО, діячі культури, а також політики, яких пов'язують з іменами Сергія Льовочкіна і Дмитра Фірташа.
Політики і партійні активісти
- № 1, Ляшко Олег Валерійович — лідер партії.
- № 2, Лозовой Андрій Сергійович — депутат Київради.
- № 5, Юрій-Богдан Шухевич — голова УНА-УНСО у 1990—1994 і 2005—2014 роках, син Романа Шухевича.
- № 6, Попов Ігор Володимирович — був Представником Президента у Верховній Раді і одним із лідерів партії «Єдиний центр» (разом з Віктором Балогою та іншими політиками).

Родичі і близькі політиків
- № 24, Корчинська Оксана Анатоліївна — дружина Дмитра Корчинського, лідера партії «Братство», який входив до Вищої Ради українофобного Євразійського союзу молоді, дехто пов'язував його з іменем Віктора Медведчука[44][45].
- № 26, Юзькова Тетяна Леонідівна — колишня громадянська дружина Олега Ляшко[46], за інформацією журналістів, завдяки їй Олег Ляшко подружився з Віктором Медведчуком[47].

Учасники АТО
- № 3, Мельничук Сергій Петрович — командир батальйону «Айдар».
- № 7, Вітко Артем Леонідович — командир батальйону «Луганськ-1».
- № 20, Лінько Дмитро Володимирович — міліціонер, батальйон «Шахтарськ» (вказано при реєстрації) або «Свята Марія» (створений після реєстрації).

Друзі і партнери олігархів
- № 8, Вощевський Валерій Миколайович — вважають людиною Хорошковського[43], разом з ним та Інною Богословською очолював список альянсу Команда озимого покоління на парламентських виборах 2002 року.
- № 16, Артеменко Андрій Вікторович — колишній член команди Леоніда Черновецького[47]
- № 25, Чижмарь Юрій Васильович — вважають людиною Льовочкіна[43].
- № 36, Юраков Олександр Дмитрович — вважають людиною групи Фірташа-Льовочкіна[43].

## Фракція у Верховній Раді України
1 вересня 2015 року лідер фракції Радикальної партії у Верховній Раді Олег Ляшко заявив про вихід фракції зі складу парламентської коаліції. «Ми переходимо в опозицію до нинішнього курсу уряду, президента і чинної парламентської коаліції» — заявив він. Одностайне рішення фракції було прийняте на підставі того, що за заявою партії «в результаті діяльності парламентської коаліції в країні фактично відбувся реванш влади Януковича».

## Рейтинг
На парламентських виборах в Україні 2012 року Радикальна Партія Олега Ляшка набрала 1,08 %. Два роки по тому, після Євромайдану, рейтинг Олега Ляшка та його партії значно зріс.
Третє місце лідера Радикальної Партії Олега Ляшка на позачергових виборах Президента України (8,32 % голосів) був названий пресою «однією з головних несподіванок президентських виборів в Україні».
На позачергових парламентських виборах в Україні 2014 року Радикальна Партія Олега Ляшка була одним з фаворитів з рейтингом, за різними опитуваннями і оцінками, від 9,2 % до 18,4 % (за опитуваннями після початку передвиборчої кампанії).
За даними журналістів Сергія Лещенка і Мустафи Найєма станом на 17 серпня 2014, Радикальна Партія на закритих соцопитуваннях отримала 19-20 відсотків рейтингу, посівши друге місце після Блоку Петра Порошенка.
У підсумку на позачергових виборах до Верховної ради 2014 року Радикальна Партія Олега Ляшка посіла п'яте місце за кількістю голосів виборців (1 173 131 голос — 7,44 %), що дозволило їй у Верховній Раді України VIII скликання отримати 22 мандати за партійними списками.
Серед причин такого зростання популярності експерти називають велику кількість ефірів Олега Ляшка на телеканалі «Інтер» (співвласником якого є Сергій Льовочкін, що з ним пов'язують Ляшка), фінансові вливання (наприклад, член партії Сергій Скуратовський надав квартиру для бійця АТО під час передвиборчої кампанії), розчарування електорату ВО «Батьківщина» та «Свобода», а також нішовість партії.

## Критика
Значна частина українських політологів і журналістів зазначають, що Радикальна Партія, як і сам політик Олег Ляшко, є політичним проєктом Сергія Льовочкіна.
Директор соціологічної служби «Український барометр» Віктор Небоженко відзначає: «Ляшко не лідер власної партії, популярність якої нарощена грошима Фірташа і колишньої команди „РосУкрЕнерго“».
За словами соціолога Ірини Бекешкіної, електорат Ляшка це люди більш вразливі до популізму, з порівняно нижчим рівнем освіти і порівняно молодшого віку.